# Précy-sur-Vrin
Précy-sur-Vrin ist eine französische Gemeinde im Département Yonne (Region Bourgogne-Franche-Comté) im Arrondissement Sens und im Kanton Joigny (bis 2015: Kanton Saint-Julien-du-Sault). Die Gemeinde hat 430 Einwohner (Stand: 1. Januar 2022).

## Geographie
Précy-sur-Vrin liegt etwa 29 Kilometer nordnordwestlich von Auxerre. Umgeben wird Précy-sur-Vrin von den Nachbargemeinden Verlin im Norden, Saint-Julien-du-Sault im Norden und Nordosten, La Celle-Saint-Cyr im Osten und Nordosten, Sépeaux-Saint Romain im Süden, Charny Orée de Puisaye im Südwesten sowie Cudot im Westen.

## Bevölkerungsentwicklung
| Jahr                      | 1962 | 1968 | 1975 | 1982 | 1990 | 1999 | 2006 | 2013 |
| ------------------------- | ---- | ---- | ---- | ---- | ---- | ---- | ---- | ---- |
| Einwohner                 | 486  | 445  | 387  | 382  | 421  | 455  | 481  | 466  |
| Quelle: Cassini und INSEE |      |      |      |      |      |      |      |      |

## Sehenswürdigkeiten

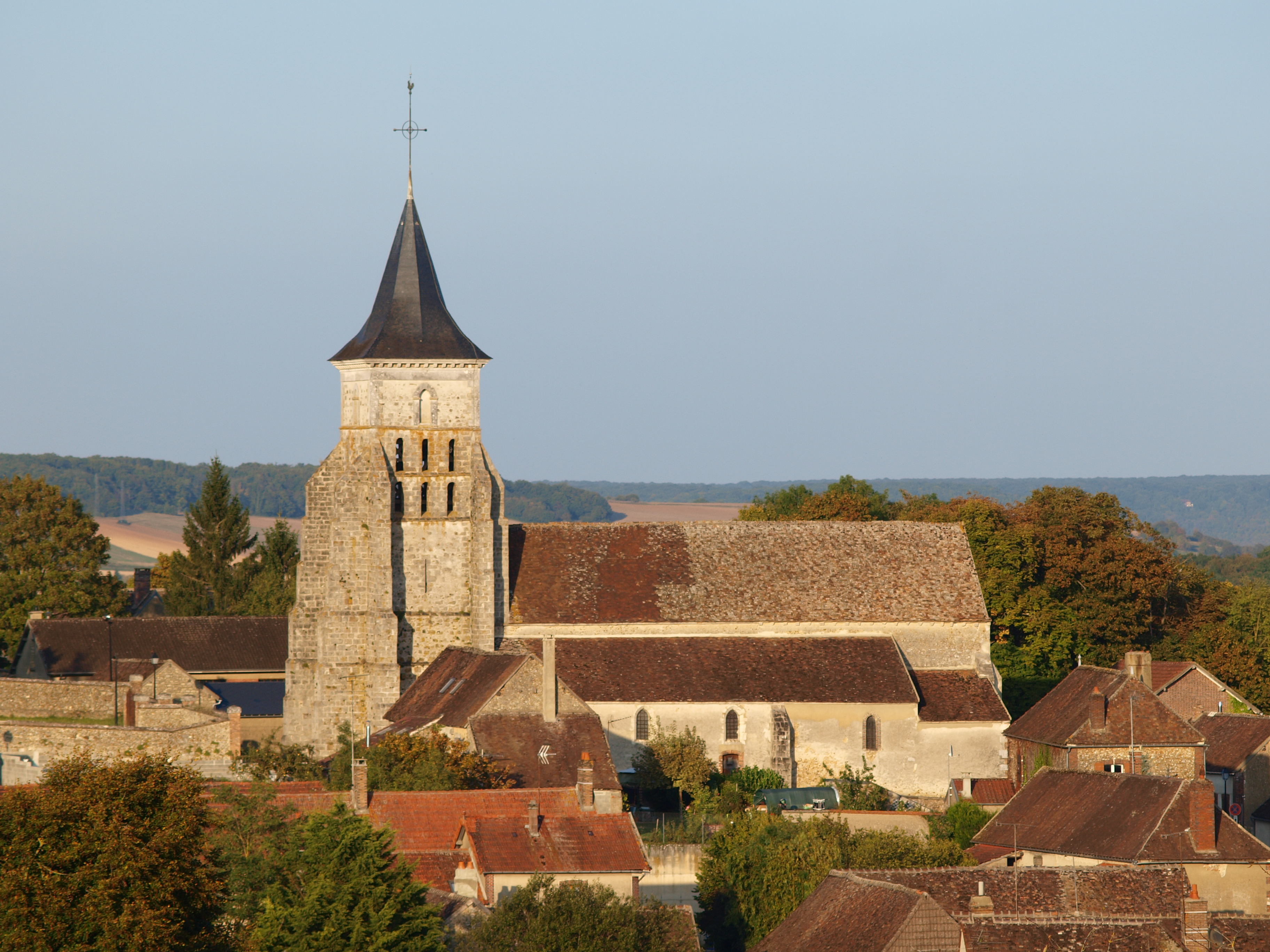
Kirche Saint-Léon
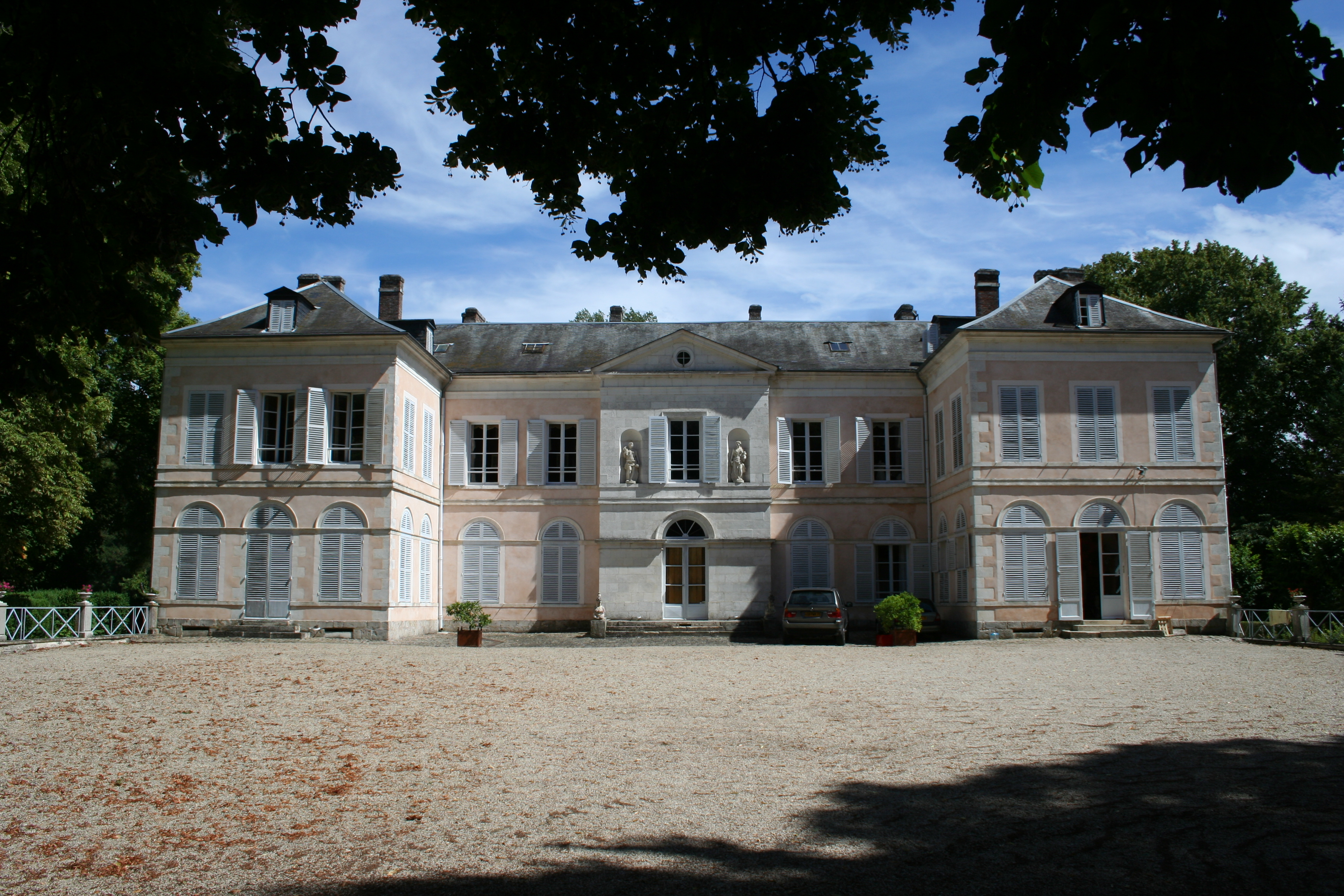
Schloss Précy

- Kirche Saint-Léon
- Schloss Précy